# 奇利 (伊利諾伊州)
奇利（英語：Chili）是位於美國伊利諾伊州漢考克縣的一個非建制地區。該地的面積和人口皆未知。

## 地理
奇利的座標為40°13′04″N 91°08′30″W / 40.21778°N 91.14167°W，而該地的平均海拔高度為208米（即682英尺）。